# Turopolje (Velika Gorica)
Turopolje je naseljeno mjesto u Republici Hrvatskoj u Zagrebačkoj županiji. Nalazi se u Turopolju, a administrativno je u sastavu grada Velike Gorice. Proteže se na površini od 4,64 km². Prema popisu stanovništva iz 2011. godine Turopolje ima 953 stanovnika koji žive u 347 domaćinstava. Gustoća naseljenosti iznosi 205 st./km².

## Ime
Ime Turopolje nastalo je po vrsti Europskog Bizona (govedu Tur) koje je obitavalo u Turopoljskim šumama hraneći se visokom travom i raznim drugim biljem. Posljednji primjerak te životinje zabilježen je oko 1800-te godine.

## Stanovništvo
| broj stanovnika |       |       |       |       |       |       | 288   | 385   | 446   | 455   | 682   | 719   | 753   | 851   | 1033  | 953   | 776   |
|                 | 1857. | 1869. | 1880. | 1890. | 1900. | 1910. | 1921. | 1931. | 1948. | 1953. | 1961. | 1971. | 1981. | 1991. | 2001. | 2011. | 2021. |

## Povijest
Nakon izgradnje pruge Zagreb – Sisak 1862 godine, Eksploatacija turopoljskih šuma (turopoljski lug) uzela je maha. Nedaleko sela Rakitovca i Buševca podignuto je skladište kojim su upravljali Francuzi. Tu, pored željezničke stanice ručno je obrađivano drvo, a najtraženija roba bile su "Duge" za bačve raznih veličina. Uz rub skladišta uskoro su podignuti objekti u koje se najprije privremeno, a zatim stalno, smjestila radnička populacija. Tako je izraslo naselje koje dobiva ime Turopolje. Doduše mještani okolnih sela nazivali su ga "Leštant", ali je taj naziv kasnije napušten. Svi zaposleni obavljali su teške fizičke poslove ili su kao "Kirijaši" prevozili trupce iz šume do stovarišta.
Filip Deutsch, industrijalac iz Zagreba, kupio je 1910. godine od Plemenite opčine turopoljske pedesetak jutara zemlje. Doktor Ljudevit Josipović, turopoljski župan, prodao je tu zemlju bez pristanka seoskih sudaca, kojima je samo preostalo da naknadno, kad je već sve bilo gotovo, odobre prodaju. Tako je utemeljena drvna industrija u Turopolju koja je radila pod nazivom "Filipa Deutscha sinovi". Vlasnik je odmah počeo dizati objekte za pilanu i kuće za radnike i stručnjake koje je namjeravao dovesti iz Zagreba i drugih krajeva Hrvatske. Stanovi su građeni u nizu i nazvani su "Kolonija". U rekordnom roku u ono vrijeme podignuti su svi objekti i već u lipnju, odnosno srpnju 1911. godine počela je proizvodnja rezane građe, uglavnom hrastovine iz turopljskih šuma. Kapacitet pilane bio je 40.000 m3, s pet gatera i jednim venecijanerom s vlastitom električnom centralom za pogon pilane i rasvjetu mjesta. Pilana je radila i za vrijeme II svjetskog rata, pod upravom okupatora. U dva navrata pokušana je zapaliti od partizana, no nije htjela gorjeti.
U mjestu je postojala ciglana od čijih su se cigli izgradili mnogi objekti u mjestu i okolici. U mjestu je uz ciglanu iskopavanjem ilovače nastalo i umjetno jezero "Bajer", ali nažalost kada je prokopan kanal Sava – Odra jezero je presušilo, a zatim je kroz nekoliko godina i zatrpano. Ciglana je, zbog loše kvalitete sirovine, prestala s radom 1938. godine. U blizini ciglane je postojala i lugarnica. Zanimljivo je da je Turopolje nekad imalo školu, kino, knjižnicu, radio postaju, poštu, restoran, kuglanu, streljanu, mesnicu, brijačnicu..., a danas u moderna vremena toga više nema. Nekada je u mjestu djelovalo nekoliko sekcija: glumačka, kuglačka i streljačka.  
Uz drvnu industriju, kroz svoju povijest, izraslo je i moderno radničko naselje. Drvna industrija počela je s radom 1911, godine, pa se ta godina uzima i kao godina nastanka mjesta Turopolje. Zbog svoje povijesti i zbog radnih ljudi skromnih životnih prilika, za zaštitnika mjesta izabran je Sv. Josip Radnik, a slavi se 01.svibnja, kada se održava sv. Misa i slavi se dan mjesta, te međunarodni praznik rada.

## Turopolje danas
Danas mjesto Turopolje ima oko 1000 stanovnika. U mjestu se nalaze željeznički – ranžirni kolodvor, drvna industrija, ambulanta, društveni dom, zgrada nogometnog kluba s igralištem, trgovina. U neposrednoj blizini mjesta nalazi se i letjelište Aero kluba Velika Gorica, te gospodarsko – poslovna zona "Turopolje – Rakitovec". U mjestu djeluje jedno od najstarijih nogometnih klubova u našem kraju NK Turopolje (nekada: NK Proleter, osnovan 1924. godine), Dobrovoljno vatrogasno društvo Turopolje (osnovano 1941. godine), udruga TUM (turopoljska udruga mladih), Udruga umirovljenika Turopolje, Belot klub Turopolje te ŠRK (športsko ribolovni klub) Ribomanija.

## Povijest sporta u Turopolju
Iako je samo naselje nastalo 1911., već 1920. godine, u Turopolju je osnovan "Sportski klub Turopoljac", u kojem je djelovalo nekoliko sportskih sekcija: kuglačka, streljačka, nogometna... Bila su to početna vremena za nogomet u našemu kraju. Većinom su se igrale prijateljske utakmice s klubovima iz okolnih mjesta i Zagreba. 1924. godine u Turopolju je odigrana prva službena nogometna utakmica. 1930. osnovan je nogometni klub "Proleter", koji pod tim imenom djeluje sve do 1948. godine, kada mijenja naziv u NK "Mladost". Vrlo zanimljiva je situacija vezana uz NK "Proleter". U to vrijeme većina igrača bili su radnici turopoljske pilane. Kada je izgađeno prvo igralište, istog dana odigrane su prve dvije utakmice kluba. Vjerojatno je došlo do zabune prilikom dogovaranja utakmica. Prva utakmica izgubljena je rezultatom 9:0, a nakon odmora od pola sata, odmah je odigrana i druga. Drugu utakmicu umorni igrači "Proletera" pobjeđju 1:0. Od 1984. godine klub nosi ime NK "Proleter – Mladost" i djeluje sve do 1994. godine, od kada ima status mirovanja. 2000. godine klub ponovno počinje s radom, sada pod imenom NK "Turopolje". Uz nogometni klub u Velikoj Gorici osnovan 1920. godine, NK Turopolje (NK Proleter) najstariji je klub na području Grada Velike Gorice, ali i jedan od starijih nogometnih klubova u cijeloj Zagrebačkoj županiji. 2004. godine, povodom 10. godišnjice Nogometnog saveza Zagrebačke županije, nogometnom klubu "Turopolje" dodijeljena je Zlatna povelja, koja se dodjeljivala klubovima koji su osnovani i djelovali u prvim godinama nastanka i igranja nogometa na podrućju Zagrebačke županije, a aktivni su više od 75 godina. Najveći uspjeh kluba je osvajanje Kupa mladosti Velike Gorice 1987., 1988. i 1989. godine, odnosno osvajanje prijelaznog pehara u trajno vlasništvo, što do tada nije uspjelo niti jednome klubu. Iz povijesti možemo izdvojiti utakmicu između NK "Proleter" i poznatog zagrebačkog kluba "Građanskog", kada je Turopolje jedva izgubilo s rezultatom 2:3.

## Spomenici i znamenitosti
Skulptura "Zdenac"
Izradio ju je kipar Zlatko Zlatić, iz materijala – turopoljskog hrasta. Skulptura je komponirana od geometrijski stiliziranih drvenih ploški u formi studenca. Postavljena je 1981. u krugu Drvne industrije Turopolje, u povodu sedamdesete obljetnice tog radnog kolektiva.

## Poveznice
- NK Turopolje
- DVD Turopolje

## Vanjske poveznice
- DVD Turopolje
- Turopolje (Velika Gorica)
- NK Turopolje[neaktivna poveznica]
- Kaznionica Turopolje  Arhivirana inačica izvorne stranice od 16. ožujka 2012. (Wayback Machine)
- Karta i vremenska prognoza[neaktivna poveznica]
- Zagrebačka županija
- http://www.gorica.hr/ Grad Velika Gorica [neaktivna poveznica]